# Manilkara excisa
Manilkara excisa е вид растение от семейство Sapotaceae. Видът е застрашен от изчезване.

## Разпространение
Разпространен е в Ямайка.